# Beatriz Morales
Beatriz Morales (* 1981 in Mexiko-Stadt) ist eine mexikanische Künstlerin mit Lebens- und Arbeitsmittelpunkt in Berlin, Deutschland und Mexiko-Stadt, Mexiko. Schwerpunkte in Morales’ künstlerischer Praxis sind Farbfeldmalerei sowie Textilkunst und Fiber art.

## Leben
Beatriz Morales hat libanesische sowie zapotekische Wurzeln. 2018 nahm die Künstlerin im Rahmen ihrer künstlerischen Recherche an einem zweimonatigen Residenzprogramm der Beirut Art Residency in Beirut teil, im Zuge dessen sie sich mit der Möglichkeit befasste, die Ruinen, die der libanesische Bürgerkrieg in der Stadt hinterlassen hatte, künstlerisch zu deuten. Morales präsentierte ihre Arbeit vor Ort u. a. bei einem Künstlergespräch im Sursock-Museum für zeitgenössische Kunst.
Morales’ Werk Wonderland II wurde als Teil der Biennale für Zeitgenössische Kunst in einer einjährigen Wanderausstellung in Mexiko gezeigt. Die Biennale wurde im August 2016 im Museo Rufino Tamayo in Oaxaca de Juaréz eröffnet und fand im August 2017 ihren Abschluss im Museo Rufino Tamayo Mexiko-Stadt.
Im August 2019 eröffnete das Museo de la Cancillería in Mexiko-Stadt mit Hidden Truth die erste museale Einzelausstellung der Künstlerin. Die Kunstbeilage des deutschen Wirtschaftsmagazins Capital mit Titel Die Kunst – Women in Art präsentierte Beatriz Morales deutschlandweit auf der Titelseite des Magazins (Print-Auflage: 130.000). Die Veröffentlichung des Magazins wurde von der Ausstellung Foreign Affairs zum Gallery Weekend in Berlin komplementiert, die von Lorena Juan aus dem Team der Berliner Sammlung Boros kuratiert wurde. Im März 2019 kündigte das Museum für Zeitgenössische Kunst Museo Fernando García Ponce - MACAY in Mérida (Mexiko) für Januar 2020 eine Einzelausstellung von Morales’ Werken auf einer Fläche von 700 m² an.
Für Ausstellungen arbeitet Morales regelmäßig mit dem österreichischen Musiker und Produzenten Benjamin Zombori zusammen.

## Ausstellungen

### Einzelausstellungen (Auswahl)
- 2022  Where the Wild Things Grow, Barlach Halle K / Circle Culture Gallery, Hamburg, Deutschland
- 2021  Farbarchäologie, Circle Culture Gallery, Berlin, Deutschland
- 2020  Museo de Arte Contemporaneo MACAY, Merida, Mexiko
- 2019  Drexel Galeria, Monterrey, Mexico
- 2019  Museo de la Cancilleria, Mexiko-Stadt, Mexiko
- 2017  Bosshardt / Siekemeier, Basel, Schweiz
- 2017  Galeria Obra Negra, Mexiko-Stadt, Mexiko (Kuratiert von Michel Blancsubé)
- 2015  Bosshardt / Siekemeier, Basel, Schweiz
- 2014  Bosshardt / Siekemeier, Basel, Schweiz
- 2012  Tapir Gallery, Berlin, Deutschland
- 2009  TAKT, Sensitivo. Berlin, Deutschland
- 2009  Fondo de Cultura Economica Rosario Castellanos, Mexiko-Stadt, Mexiko
- 2006  Salone del Gusto, Turin, Italien
- 2006  Universitá di Scienze Gastronomiche, Pollenzo, Italien
- 2001  Casa Lamm Salon Proust, Mexiko-Stadt, Mexiko

### Gruppenausstellungen (Auswahl)
- 2022  Standing Wave, Caleta, Mexiko-Stadt, Mexiko
- 2022  Gallery Weekend Berlin, Circle Culture Gallery Berlin, Deutschland
- 2022  The Way Things Go, Kunsthalle Dessau, Deutschland
- 2021  Behind Bars - Strange New World, Forcalquier, Frankreich
- 2020  Memories of Now, Am Tacheles / Art Perspectives, Berlin Deutschland
- 2020  Due To, Lage Egal, Berlin, Deutschland
- 2019  Sueños, Espacio Unión, Mexiko-Stadt, Mexiko
- 2019  Arte Vivo, Museo de Arte Moderno, Mexiko-Stadt, Mexiko
- 2019  Foreign Affairs, Berlin, Deutschland
- 2017  Biennale der Zeitgenössischen Kunst Museo Rufino Tamayo, Mexiko-Stadt, Mexiko
- 2017  Forum Kunst und Architektur, Essen, Deutschland
- 2016  Biennale der Zeitgenössischen Kunst Museo Rufino Tamayo, Oaxaca, Mexiko
- 2014  Museo de Arte Moderno, Mexiko-Stadt, Mexiko
- 2013  AU Gallery, Berlin, Deutschland
- 2012  Berliner Liste 2012, Berlin, Deutschland
- 2011  Bloom, Art Fair Cologne (Katalog), Deutschland
- 2011  Druckgraphik-Atelier, Berlin, Deutschland
- 2011  TAPIR Gallery, Berlin, Deutschland
- 2010  Berliner Kunstsalon 07 Takt Gallery, Berlin (Katalog), Deutschland

### Kunstmessen
- 2023  Art Karlsruhe (mit Circle Culture Gallery, Berlin / Hamburg)
- 2021  Dallas Art Fair (mit Drexel Galería, Monterrey)
- 2020  Dallas Art Fair (mit Drexel Galería, Monterrey)
- 2019  Dallas Art Fair (mit Drexel Galería, Monterrey)
- 2017  Zona Maco (mit Galería Obra Negra, Mexiko-Stadt)